# (5176) Yoichi
(5176) Yoichi (1989 AU) – planetoida z grupy pasa głównego asteroid okrążająca Słońce w ciągu 4,4 lat w średniej odległości 2,69 j.a. Odkryta 4 stycznia 1989 roku.